# Dow Jones Indexes
Das US-amerikanische Unternehmen Dow Jones Indexes entstand aus einem Joint Venture der Dow Jones & Company und der CME Group.
Dow Jones & Company brachte hierbei ihre gesamten Indizes, darunter der in Europa als Dow Jones Index bekannte Dow Jones Industrial Average, und die CME Group ihre Marktdatendienste ein. Zudem zahlte die CME Group an Dow Jones & Company 607,5 Millionen US-Dollar. An dem gemeinsamen Unternehmen ist Dow Jones & Company mit zehn Prozent und CME Group mit 90 % beteiligt.
Der Sitz des Unternehmens ist in Princeton im Bundesstaat New Jersey.
McGraw-Hill verhandelt mit der CME Group über ein Joint Venture der S&P Indizes und Dow Jones Indexes. An dem Joint Venture würde McGraw-Hill ca. 75 % und CME Group ca. 25 % halten. Der bisherige Minderheitseigner Dow Jones & Company würde im einstelligen Prozentbereich beteiligt bleiben.
Das Unternehmen bietet ca. 130.000 Indizes für die unterschiedlichsten Wirtschaftsbereiche an.

## Indizes von Dow Jones
Aktienindizes
- Dow Jones Composite Average
- Dow Jones Global Titans
- Dow Jones Industrial Average
- Dow Jones Sustainability Index
- Dow Jones Transportation Average
- Dow Jones Utility Average
- Dow Jones Stoxx Insurance
- Dow Jones U.S. Large Cap Growth
- Dow Jones U.S. Large Cap Value
- Dow Jones U.S. Small Cap Growth
- Dow Jones U.S. Small Cap Value
- Dow Jones Total Stock Market Index

Rohstoffindizes
- Dow Jones-UBS Commodity Index